# BeNe League
BeNe League var den højeste fodboldliga for kvinder i Belgien og Holland. For at styrke konkurrencen i de nationale ligaer, blev den fælles liga, BeNe League, etableret som et samarbejde mellem Belgiens fodboldforbund og Koninklijke Nederlandse Voetbalbond. Den første sæson blev spillet i 2012–13, efter det succesfulde samarbejde om kampen, BeNe Super Cup, hvor begge landes nationale mestre spillede mod hinanden. BeNe Leauge kvalificerede de højest placerede belgiske og hollandske hold til UEFA Women's Champions League.
Efter tre sæsoner blev ligaen nedlagt og begge nationer vendte tilbage til deres egne topligaer, henholdsvis Æresdivisionen i Holland og Super League Vrouwenvoetbal i Belgien.

## Mestre
Twente vandt de to første sæsoner. Der blev ikke uddelt nogen officiel topscorerhæder den første sæson.
| År      | Vinder          | Toer            | Treer            | Topscorer                             | Noter       |
| ------- | --------------- | --------------- | ---------------- | ------------------------------------- | ----------- |
| 2012–13 | FC Twente       | Standard Fémina | PSV FC Eindhoven | — (ikke uddelt)                       | [ 4 ]       |
| 2013–14 | FC Twente       | Standard Fémina | Ajax             | Vivianne Miedema (Heerenveen), 39 mål | [ 5 ] [ 6 ] |
| 2014–15 | Standard Fémina | FC Twente       | Ajax             | Tessa Wullaert (Standard), 18 mål     | [ 7 ]       |